# 岩村兼善
岩村 兼善（いわむら かねよし、1845年12月2日（弘化2年11月4日） - 1919年（大正8年）11月27日）は、幕末の高鍋藩士、明治・大正期の海軍軍人、政治家。最終階級は海軍主計少将。貴族院勅選議員。幼名・虎雄。

## 経歴
日向国児湯郡高鍋石原（現宮崎県児湯郡高鍋町）で、高鍋藩士・岩村又之進の長男として生まれ、岩村武右衛門の養子となる。藩校明倫堂で学び、さらに江戸の安井息軒に師事した。戊辰戦争時、江戸で新政府の内国事務局参与であった藩主世嗣秋月種樹が、上杉鷹山以来親密な関係の米沢藩の行末を案じ、米沢藩に対して新政府へ恭順を勧める献策が認められ、その使者として岩村と坂田潔が選ばれ、戦乱の中で苦労して米沢に入り米沢藩を帰順に導いた。
明治元年12月（1869年1-2月）岩鼻県出仕となり、同判事、同大参事を務め、明治4年4月（1871年5-6月）免本官となる。1875年11月10日、十一等出仕として海軍省に出仕し事務課分課に配属された。以後、九等出仕・横須賀造船所在勤、大秘書、少書記官、内局審按課長、総務局内記課長、海軍大臣秘書官、横須賀鎮守府長官秘書などを務め、1888年10月、海軍主計大監に昇進。
その後、海軍大臣秘書官、横須賀鎮守府主計部長、佐世保鎮守府主計部長、同会計監督部長、同監督部長、横須賀鎮守府監督部長を歴任し、1897年5月16日、海軍主計総監に進級と同時に予備役に編入され、1905年11月4日後備役を経て、1910年11月4日に退役。1919年9月23日、海軍武官官階表の改正により退役海軍主計少将に改称された。
1904年8月22日、貴族院勅選議員に任じられ、死去するまで在任した。

## 栄典
- 1893年（明治26年）5月26日 - 勲五等瑞宝章[10]

## 親族
- 子息 岩村兼言（海軍少将）[11]